# Балти (народ)

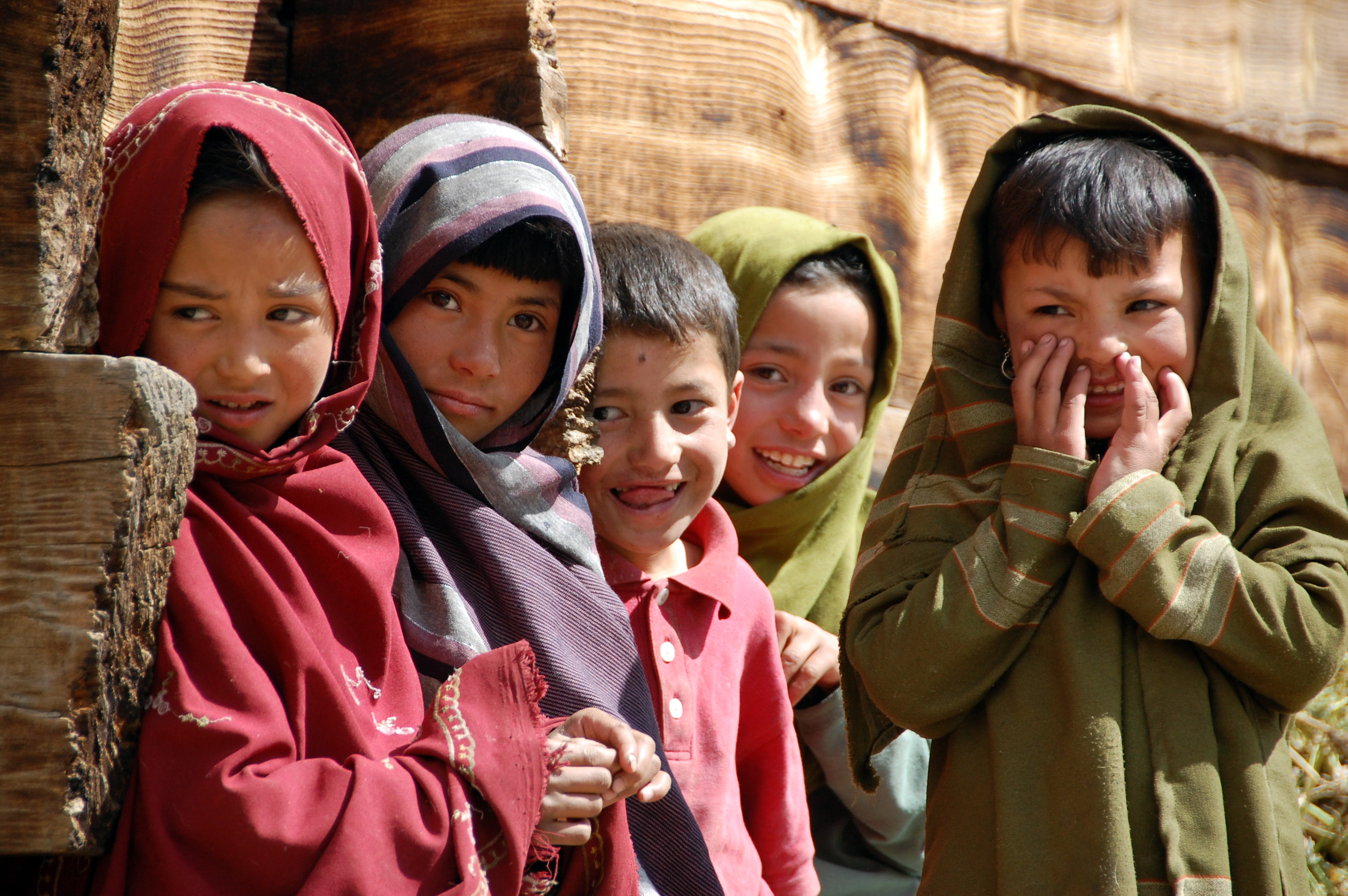
Дети из Таришинга, Гилгит-Балтистан.

Балти — народность в Пакистане и Северной Индии. Населяют Балтистан (район слияния рек Шайок и Шигар с рекой Инд) и Ладакх. Также живут в таких главных городах Пакистана, как Лахор, Карачи и Исламабад/Равалпинди. Численность в Пакистане 327 тыс. чел. (2000, оценка), Индии — 72 тыс. чел.
Говорят на языке балти, относящемуся к тибетской группе языков. По языку и физическому типу балти родственны тибетцам, но экономически и культурно теснее связаны с народами Северной Индии.
Религия — ислам шиитского толка, есть и буддисты. Основные занятия балти — земледелие, садоводство и отгонное скотоводство.